# Alessandria Unione Sportiva 1962-1963
Questa pagina raccoglie le informazioni riguardanti l'Alessandria Unione Sportiva nelle competizioni ufficiali della stagione 1962-1963.

## Stagione
Nella stagione 1962-1963 l'Alessandria disputò il quindicesimo campionato di Serie B della sua storia.

## Divise
| 1ª maglia | 2ª maglia |

## Organigramma societario
Area direttiva
- Commissario straordinario: Amedeo Ruggiero
- Vice-presidenti: Attilio Venturino e Mauro Grassano

Area organizzativa
- Segretario: Piero Zorzoli

Area tecnica
- Allenatore: Pietro Rava, poi dal 22 aprile Angelo Franzosi
- Allenatore in 2ª: Angelo Franzosi (fino al 22 aprile)
- Consulente tecnico: Valentino Sala (dal 22 aprile)

Area sanitaria
- Massaggiatore: Eugenio Taverna

## Rosa
| N. |                   | Ruolo | Calciatore          |
| -- | ----------------- | ----- | ------------------- |
|    | Italia (bandiera) | P     | Natale Nobili       |
|    | Italia (bandiera) | P     | Luigi Pisci         |
|    | Italia (bandiera) | D     | Giampiero Bassi     |
|    | Italia (bandiera) | D     | Mario Gambarini     |
|    | Italia (bandiera) | D     | Giovanni Giacomazzi |
|    | Italia (bandiera) | D     | Rocco Melideo       |
|    | Italia (bandiera) | D     | Antonio Schiavoni   |
|    | Italia (bandiera) | C     | Bruno Cantone       |
|    | Italia (bandiera) | C     | Mario Colondri      |
|    | Italia (bandiera) | C     | Mario Fara          |

| N. |                   | Ruolo | Calciatore            |
| -- | ----------------- | ----- | --------------------- |
|    | Italia (bandiera) | C     | Giancarlo Migliavacca |
|    | Italia (bandiera) | C     | Tullio Oldani         |
|    | Italia (bandiera) | C     | Antonio Soncini       |
|    | Italia (bandiera) | C     | Sergio Tenente        |
|    | Italia (bandiera) | C     | Elio Vanara           |
|    | Italia (bandiera) | C     | Alessandro Vitali     |
|    | Italia (bandiera) | A     | Sergio Bettini        |
|    | Italia (bandiera) | A     | Roberto Padovani      |
|    | Italia (bandiera) | A     | Gaetano Salvemini     |
|    | Italia (bandiera) | A     | Giuliano Taccola      |

## Risultati

### Serie B

#### Girone di andata
| Arbitro: | Angelini (Firenze) |

|                          |           |                            |
| Oldani 52’ Gambarini 69’ | Marcatori | 43’ Longoni 72’ Bernasconi |

| Arbitro: | Bernardis (Trieste) |

|                        |           |              |
| Cantone 87’ Vanara 89’ | Marcatori | 84’ Raimondi |

| Arbitro: | Sebastio (Taranto) |

|                            |           |                      |
| Cappellaro 30’, 63’ (rig.) | Marcatori | 87’ (rig.) Salvemini |

| Arbitro: | Sbardella (Roma) |

|                             |           |  |
| Gambarini 26’ Salvemini 47’ | Marcatori |  |

| Arbitro: | Cirone (Palermo) |

|  |           |           |
|  | Marcatori | 6’ Oldani |

| Arbitro: | Rancher (Roma) |

|                          |           |               |
| Bassi 3’ (aut.) Turra 7’ | Marcatori | 36’ Gambarini |

| Alessandria 28 ottobre 1962 | Alessandria       | 0 – 0 | Cosenza | Stadio Giuseppe Moccagatta\| Arbitro: \| Angonese (Mestre) \| |
| Arbitro:                    | Angonese (Mestre) |       |         |                                                               |

| Arbitro: | Varazzani (Parma) |

|             |           |                  |
| Taccola 42’ | Marcatori | 31’, 50’ Calloni |

| Arbitro: | D'Agostini (Roma) |

|                |           |  |
| Muzzio 3’, 84’ | Marcatori |  |

| Arbitro: | Cataldo (Reggio Calabria) |

|             |           |                                     |
| Taccola 86’ | Marcatori | 14’ Torriglia 28’ (rig.), 74’ Rizzo |

| Arbitro: | Monti (Ancona) |

|                           |           |            |
| Carminati 17’, 34’ (rig.) | Marcatori | 82’ Vitali |

| Alessandria 2 dicembre 1962 | Alessandria    | 0 – 0 | Verona | Stadio Giuseppe Moccagatta\| Arbitro: \| Righi (Milano) \| |
| Arbitro:                    | Righi (Milano) |       |        |                                                            |

| Arbitro: | Palazzo (Palermo) |

|           |           |  |
| Porro 83’ | Marcatori |  |

| Alessandria 23 dicembre 1962 | Alessandria       | 0 – 0 | Udinese | Stadio Giuseppe Moccagatta\| Arbitro: \| Grignani (Milano) \| |
| Arbitro:                     | Grignani (Milano) |       |         |                                                               |

| Arbitro: | Cirone (Palermo) |

|              |           |  |
| Visentin 58’ | Marcatori |  |

| Arbitro: | Orlando (Bergamo) |

|            |           |  |
| Patino 78’ | Marcatori |  |

| Arbitro: | Roversi (Bologna) |

|                           |           |              |
| Gambarini 34’ Bettini 69’ | Marcatori | 20’ Ghiadoni |

| Arbitro: | Angonese (Mestre) |

|                                             |           |             |
| Bagnoli 39’ (aut.) Oldani 65’ Gambarini 70’ | Marcatori | 8’ Zavaglio |

| Arbitro: | De Robbio (Torre Annunziata) |

|                                          |           |  |
| Tribuzio 56’ Ferrario 82’ Traspedini 89’ | Marcatori |  |

#### Girone di ritorno
| San Benedetto del Tronto 10 febbraio 1963 | Sambenedettese     | 0 – 0 | Alessandria | Stadio Fratelli Ballarin\| Arbitro: \| Carminati (Milano) \| |
| Arbitro:                                  | Carminati (Milano) |       |             |                                                              |

| Roma 20 febbraio 1963 | Lazio             | 0 – 0 | Alessandria | Stadio Olimpico\| Arbitro: \| Roversi (Bologna) \| |
| Arbitro:              | Roversi (Bologna) |       |             |                                                    |

| Padova 24 febbraio 1963 | Padova           | 0 – 0 | Alessandria | Stadio Silvio Appiani\| Arbitro: \| Di Tonno (Lecce) \| |
| Arbitro:                | Di Tonno (Lecce) |       |             |                                                         |

| Arbitro: | Samani (Trieste) |

|             |           |                |
| Cantone 36’ | Marcatori | 12’ Urzecchini |

| Alessandria 10 marzo 1963 | Alessandria     | 0 – 0 | Brescia | Stadio Giuseppe Moccagatta\| Arbitro: \| Genel (Trieste) \| |
| Arbitro:                  | Genel (Trieste) |       |         |                                                             |

| Arbitro: | Cirone (Palermo) |

|                               |           |                             |
| Padovani 12’, 52’ Soncini 18’ | Marcatori | 47’ Lindskog 59’ Cappellaro |

| Arbitro: | Di Tonno (Lecce) |

|           |           |  |
| Lenzi 58’ | Marcatori |  |

| Arbitro: | Cataldo (Reggio Calabria) |

|                      |           |  |
| Calzolari 32’ (rig.) | Marcatori |  |

| Arbitro: | Angonese (Mestre) |

|              |           |  |
| Gambarini 9’ | Marcatori |  |

| Arbitro: | Palazzo (Palermo) |

|               |           |  |
| Torriglia 50’ | Marcatori |  |

| Alessandria 21 aprile 1963 | Alessandria         | 0 – 0 | Como | Stadio Giuseppe Moccagatta\| Arbitro: \| Lo Bello (Siracusa) \| |
| Arbitro:                   | Lo Bello (Siracusa) |       |      |                                                                 |

| Arbitro: | D'Agostini (Roma) |

|               |           |  |
| Jaconissi 80’ | Marcatori |  |

| Arbitro: | Cirone (Palermo) |

|                             |           |  |
| Vitali 16’, 63’ Bettini 49’ | Marcatori |  |

| Arbitro: | Marchese (Napoli) |

|             |           |           |
| Burelli 26’ | Marcatori | 3’ Vitali |

| Alessandria 19 maggio 1963 | Alessandria           | 0 – 0 | Bari | Stadio Giuseppe Moccagatta\| Arbitro: \| De Marchi (Pordenone) \| |
| Arbitro:                   | De Marchi (Pordenone) |       |      |                                                                   |

| Arbitro: | Roversi (Bologna) |

|                    |           |  |
| Bettini 35’ (rig.) | Marcatori |  |

| Arbitro: | Di Tonno (Lecce) |

|                |           |                        |
| Castano II 59’ | Marcatori | 55’ Vanara 74’ Soncini |

| Arbitro: | Francescon (Padova) |

|                |           |  |
| Ghersetich 61’ | Marcatori |  |

| Arbitro: | Monti (Ancona) |

|                                |           |  |
| Vitali 7’ Fara 30’ Bettini 87’ | Marcatori |  |

### Coppa Italia
| Arbitro: | Gambarotta (Genova) |

|  |           |                                                |
|  | Marcatori | 10’, 31’ Bicicli 13’, 86’ Maschio 67’ Hitchens |

## Statistiche

### Statistiche di squadra
| Competizione | Punti | In casa | In casa | In casa | In casa | In casa | In casa | In trasferta | In trasferta | In trasferta | In trasferta | In trasferta | In trasferta | Totale | Totale | Totale | Totale | Totale | Totale | DR |
| Competizione | Punti | G       | V       | N       | P       | Gf      | Gs      | G            | V            | N            | P            | Gf           | Gs           | G      | V      | N      | P      | Gf     | Gs     | DR |
| ------------ | ----- | ------- | ------- | ------- | ------- | ------- | ------- | ------------ | ------------ | ------------ | ------------ | ------------ | ------------ | ------ | ------ | ------ | ------ | ------ | ------ | -- |
| Serie B      | 34    | 19      | 9       | 8       | 2       | 25      | 13      | 19           | 2            | 4            | 13           | 7            | 21           | 38     | 11     | 12     | 15     | 32     | 34     | -2 |
| Coppa Italia |       | 1       | 0       | 0       | 1       | 0       | 5       | -            | -            | -            | -            | -            | -            | 1      | 0      | 0      | 1      | 0      | 5      | -5 |
| Totale       |       | 20      | 9       | 8       | 3       | 25      | 18      | 19           | 2            | 4            | 13           | 7            | 21           | 39     | 11     | 12     | 16     | 32     | 39     | -7 |

### Statistiche dei giocatori
| Giocatore      | Serie B  | Serie B | Coppa Italia | Coppa Italia | Totale   | Totale |
| Giocatore      | Presenze | Reti    | Presenze     | Reti         | Presenze | Reti   |
| -------------- | -------- | ------- | ------------ | ------------ | -------- | ------ |
| G. Bassi       | 38       | 0       | 1            | 0            | 39       | 0      |
| S. Bettini     | 19       | 4       | 1            | 0            | 20       | 4      |
| B. Cantone     | 28       | 3       | 1            | 0            | 29       | 3      |
| M. Colondri    | 5        | 0       | -            | -            | 5        | 0      |
| M. Fara        | 3        | 0       | -            | -            | 3        | 0      |
| M. Gambarini   | 24       | 6       | -            | -            | 24       | 6      |
| G. Giacomazzi  | 20       | 1       | -            | -            | 20       | 1      |
| R. Melideo     | 38       | 0       | 1            | 0            | 39       | 0      |
| G. Migliavacca | 31       | 0       | 1            | 0            | 32       | 0      |
| N. Nobili      | 37       | -31     | 1            | -5           | 38       | -36    |
| T. Oldani      | 25       | 3       | 1            | 0            | 26       | 3      |
| R. Padovani    | 9        | 2       | 1            | 0            | 10       | 2      |
| L. Pisci       | 1        | -3      | -            | -            | 1        | -3     |
| G. Salvemini   | 5        | 2       | 1            | 0            | 6        | 2      |
| A. Schiavoni   | 27       | 0       | 1            | 0            | 28       | 0      |
| A. Soncini     | 16       | 0       | -            | -            | 16       | 0      |
| G. Taccola     | 22       | 2       | -            | -            | 22       | 2      |
| S. Tenente     | 29       | 0       | 1            | 0            | 30       | 0      |
| E. Vanara      | 17       | 2       | -            | -            | 17       | 2      |
| A. Vitali      | 22       | 5       | 1            | 0            | 23       | 5      |